# Skufia

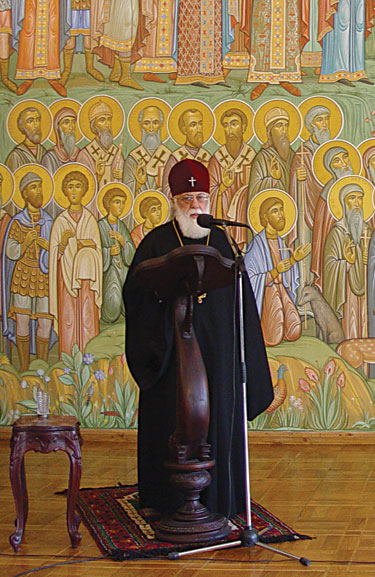
El Catholicos de toda Georgia Ilia II, de la Iglesia Ortodoxa y Apostólica Georgiana, con una skufia (Tiflis, República de Georgia).

Skufia (también skufiya o skoufos) es un tocado masculino usado por los cristianos ortodoxos y los monjes católicos orientales como parte de su indumentaria clerical. Suele ser de color negro, rojo o púrpura, y es considerado como una símbolo de honor.
Se trata de un sombrero cuya parte superior puede ser apuntada (al estilo ruso), planas y plegadas (estilo griego), o plana con bordes elevados (el estilo rumano). Típicamente, un monje recibe su skufia o bien cuando se convierte en novicio o cuando se tonsura. Los monjes o monjas de gran reputación espiritual suelen llevar un skoufia que ha sido bordado con oraciones, cruces, y serafines.
Los obispos ortodoxos de alto rango (como los arzobispos y metropolitanos) a veces llevan un skufia negro o púrpura con una pequeña cruz enjoyada en ocasiones informales. Las monjas ortodoxas llevan a veces una skufia sobre el velo, mientras que los monjes suelen llevar el skufia (sin velo) sustituyendo el klobuk o el epanokamelavkion, reservado para actos oficiales y litúrgicos.